# Thénouville
Thénouville ist eine französische Gemeinde mit 1.016 Einwohnern (Stand: 1. Januar 2022) im Département Eure in der Region Normandie. Sie gehört zum Arrondissement Bernay sowie zum Kanton Grand Bourgtheroulde und ist Mitglied im Gemeindeverband Roumois Seine.
Sie entstand als Commune nouvelle mit Wirkung vom 1. Januar 2017 durch die Zusammenlegung der bis dahin eigenständigen Kommunen Bosc-Renoult-en-Roumois und Theillement, die in der neuen Gemeinde den Status einer Commune déléguée haben.
Mit Wirkung vom 1. Januar 2018 trat die Gemeinde Touville als weitere Commune déléguée bei. Der Sitz dieser neu geschaffenen Gebietskörperschaft befindet sich im Ortsteil Bosc-Renoult-en-Roumois.

## Gliederung
| Ortsteil                                             | ehemaliger INSEE-Code | Fläche (km²) | Einwohnerzahl (2019) |
| ---------------------------------------------------- | --------------------- | ------------ | -------------------- |
| Bosc-Renoult-en-Roumois (seit 2017, Verwaltungssitz) | 27089                 | 2,56         | 402                  |
| Theillement (seit 2017)                              | 27626                 | 7,14         | 425                  |
| Touville (seit 2018)                                 | 27657                 | 3,49         | 182                  |

## Geografie
Thénouville liegt etwa 42 Kilometer südwestlich von Rouen. Umgeben wird Thénouville von den Nachbargemeinden Flancourt-Crescy-en-Roumois im Norden, Les Monts du Roumois im Osten, Saint-Philbert-sur-Boissey im Süden und Südosten, Boissey-le-Châtel und Voiscreville im Süden, Saint-Léger-du-Gennetey im Süden und Südwesten, Écaquelon im Westen und Südwesten sowie Illeville-sur-Montfort im Nordwesten.
Durch die Gemeinde führt die Autoroute A28.

## Sehenswürdigkeiten
- Kirche Saint-Clair in Bosc-Renoult-en-Roumois
- Kirche Saint-Pierre in Theillement aus dem 12./13. Jahrhundert
- Kirche Saint-Germain-l'Auxerrois im 13. Jahrhundert, Umbauten aus dem 16./17. Jahrhundert

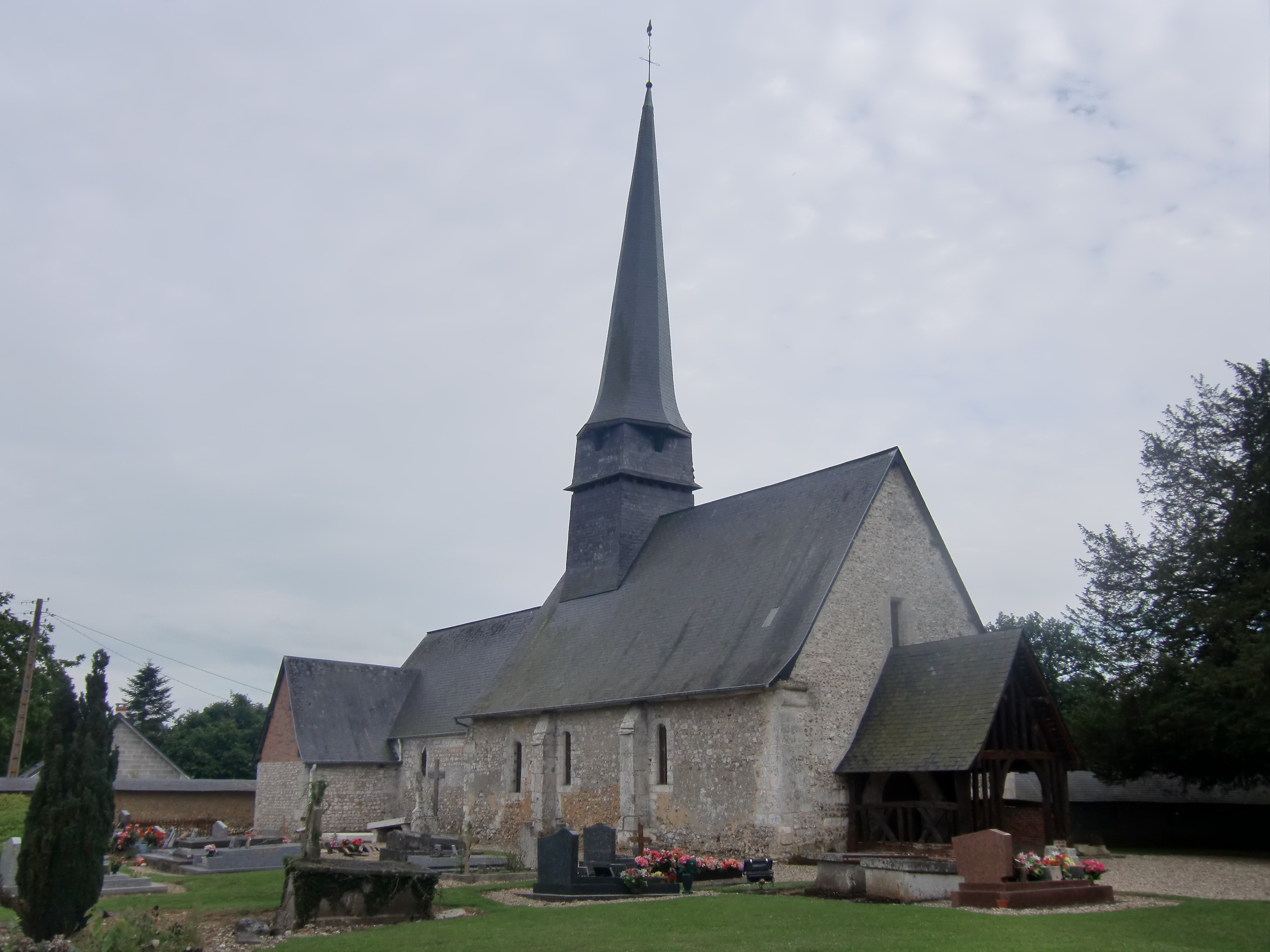
Kirche Saint-Clair
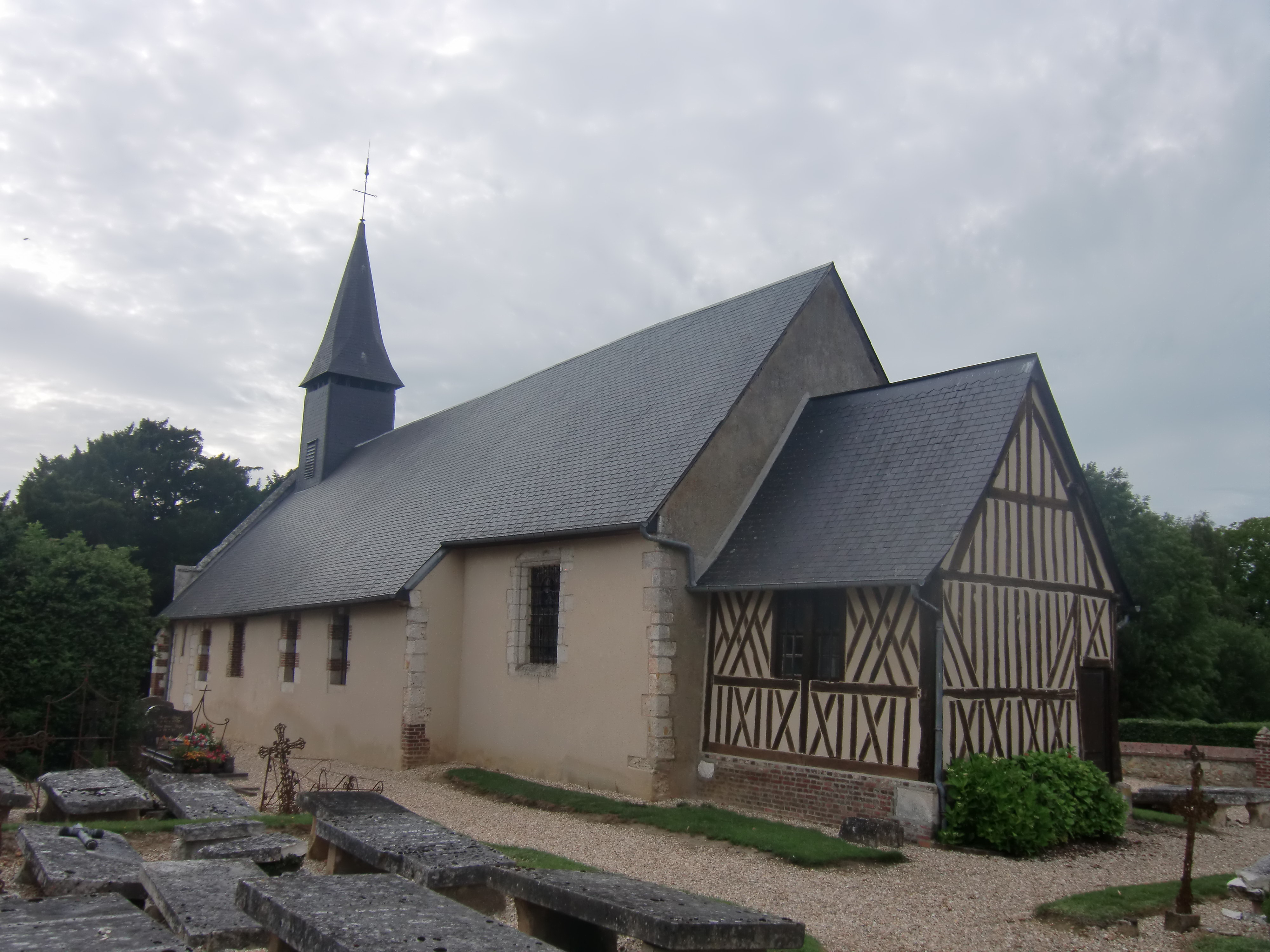
Kirche Saint-Pierre
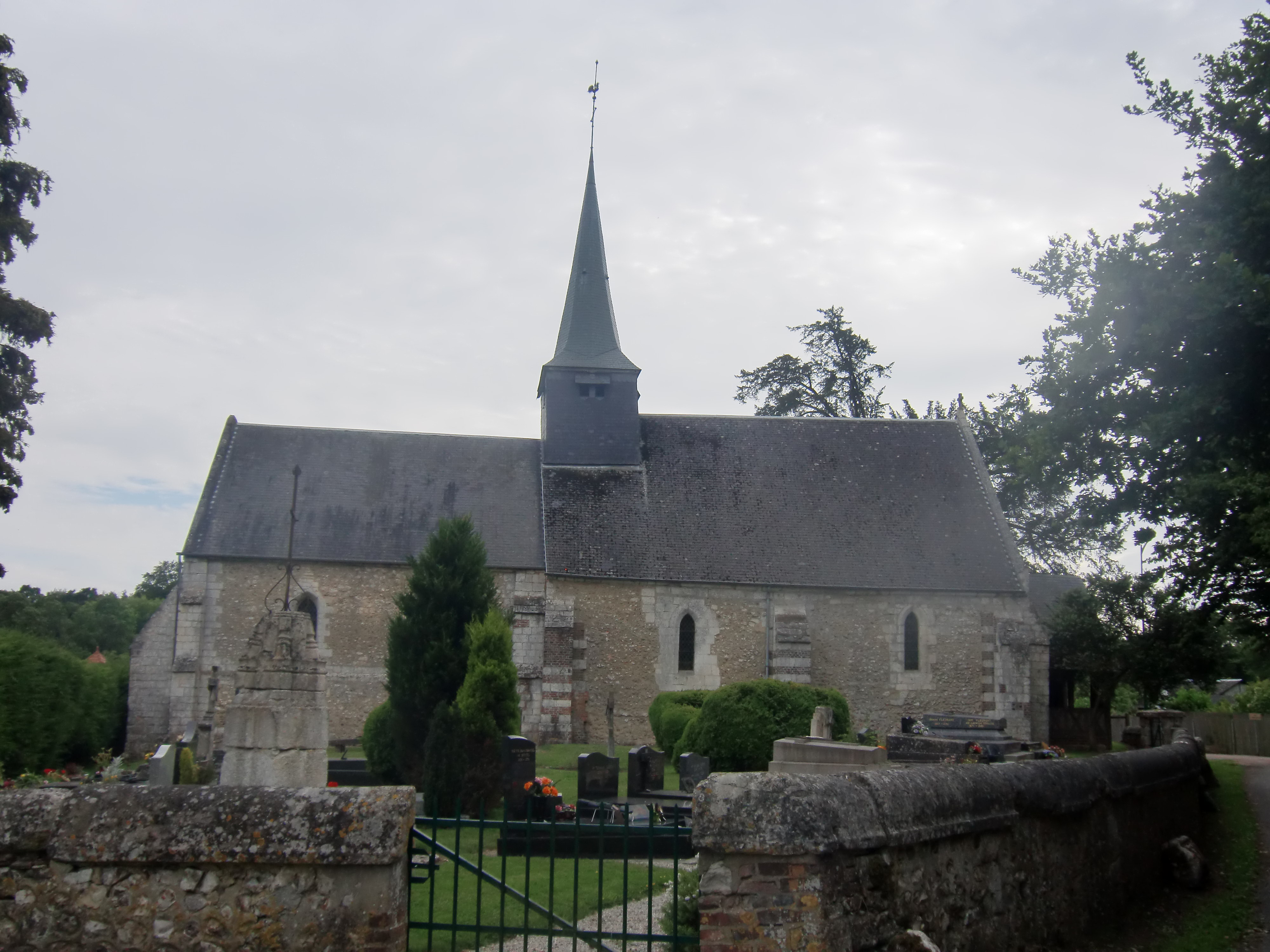
Kirche Saint-Germain-l'Auxerrois